# Ulica Franciszkańska w Sanoku
Ulica Franciszkańska w Sanoku – ulica w dzielnicy Śródmieście miasta Sanoka.
Nazwa ulicy Franciszkańskiej została nadana w toku dokonywanych zmian nazw ulic w Sanoku w 1913 i przyznana drodze biegnącej od ul. 3 Maja w dół schodami do ulicy Andrzeja Potockiego (Alojzy Zielecki podał, że nazwa ulicy Franciszkańskiej została nadana podczas zbiorowej decyzji Rady Miejskiej w Sanoku w 1867. Wcześniej ten odcinek był określany jako przecznica od ul. 3 maja. Na przełomie XIX/XX wieku ulica została poszerzona.
W okresie PRL istniała ul. Bojowników o Wolność i Demokrację, a w 1989 została przywrócona nazwa ulicy Franciszkańskiej.
Ulicę Franciszkańska (oraz uliczkę łączącą ją z Rynkiem) wzmiankował Stefan Stefański opisując zwiedzanie Sanoka na kartach swojego wielokrotnie wznawianego przewodnika turystycznego.

## Zabudowa ulicy
- Kamienica pod numerem 2. Przed 1939 mieściła się w nim siedziba ukraińskiej organizacji „Narodna Torhowla” (także jako „Russki Torgowy Dom”[8] – kamienica narożna pod adresem ulicy 3 Maja 3 także mieściła tę organizację do 1944[9]), a po zakończeniu II wojny światowej w 1945 pomieszczenia piętrowe zostały przekazane do użytkowania na rzecz koła sanockiego Związku byłych Więźniów Ideowo-Politycznych z czasów wojny z lat 1939-1945 (po przemianowano o 1947 Polskiego Związku Byłych Więźniów Politycznych Hitlerowskich Więzień i Obozów Koncentracyjnych, a od 1949 Związku Bojowników o Wolność i Demokrację)[10]. Około 1952 ZBoWiD usuniąto z pomieszczeń, a lokal zajmowała Liga Przyjaciół Żołnierza[11].
- Kamienica pod numerem 3. Na przełomie lat 60./70. pod numerem 3 ulicy ZBoWiD działały Przedsiębiorstwo Budownictwa Komunalnego w Sanoku oraz Miejskie Przedsiębiorstwo Remontowo-Budowlane w Sanoku[12]. W 1972 obiekt pod tym numerem ulicy, stanowiący murowany dom z przełomu XVIII/XIX wieku, przebudowywany XIX/XX w., został włączony do uaktualnionego wówczas rejestru zabytków Sanoka[13]. Budynek został wpisany do gminnego rejestru zabytków miasta Sanoka, opublikowanego w 2015[14].
- Kamienica pod numerem 4. Budynek wpisany do gminnego rejestru zabytków miasta Sanoka, opublikowanego w 2015[14]. Na pierwszym piętrze lokal objął sanocki oddział Związku Inwalidów Wojennych Rzeczypospolitej Polskiej[15].
- Synagoga Jad Charuzim, pod numerem 5. Budynek wpisany do gminnego rejestru zabytków miasta Sanoka, opublikowanego w 2015[16].
- Klasztor Franciszkanów, pod numerem 7. Zespół klasztorny (kościół, klasztor i ogrodzenie) został wpisany do wojewódzkiego (1968)[17] oraz do gminnego rejestru zabytków Sanoka[14].
  - Na przełomie lat 60./70. pod numerem 7 ulicy ZBoWid działała Spółdzielnia Inwalidów „Spójnia”[18].
- Od południowo-wschodniego krańca ulicy odchodzą Schody Franciszkańskie (gotowe w 1905[19]) do ulicy Podgórze.